# Noorder-Koggenland
Noorder-Koggenland est une ancienne commune dans la province de la Hollande-Septentrionale.
Le 1er janvier 2007, la commune de Noorder-Koggenland a été rattachée à la commune de Medemblik.

## La commune avant la fusion
La superficie de la commune est de 51,00 km². Sa population est de 10 501 habitants (2005).
Noorder-Koggenland était constituée des villages et hameaux d'Abbekerk, Benningbroek, Hauwert, Lambertschaag, Midwoud, Oostwoud, Opperdoes, Sijbekarspel, Twisk.